# Manuel de Sousa Pinto
Manuel de Sousa Pinto (Rio de Janeiro, 1880 — Lisboa, 7 de junho de 1934) foi um escritor, jornalista e professor de Estudos Brasileiros da Faculdade de Letras de Lisboa (1923 a 1934), autor de vasta obra literária e ensaística. Manteve uma extensa actividade como crítico de arte em jornais portugueses e brasileiros, destacando-se pelo seu pendor anti-moderno, o que o tornou alvo de violentas críticas.

## Biografia
Nasceu no Rio de Janeiro mas, com três anos de idade, mas fixou-se com os pais em Coimbra, em cuja Universidade obteve os bacharelatos em Direito e Letras. Residiu em Coimbra até 1906, ano final da primeira revista que dirigiu. Mudou-se para Lisboa, onde colaborou nos jornais A Lucta e A Capital, antes de lançar a revista A Máscara, em 1912.
O seu estilo anti-moderno foi alvo de uma violenta crítica de Fernando Pessoa, num artigo de Teatro – Revista de crítica ironicamente intitulado «Coisas estilísticas que aconteceram a um gomil cinzelado, que se dizia ter sido batido no céu em tempos da velha fábula, por um deus amoroso», numa alusão ao título do livro O Gomil dos Noivados, objecto da recensão. Naquele artigo, Manuel de >Sousa Pinto é apodado de «crítico de segunda ordem» que, «levado pelo que deve ser vaidade, pelo seu imperfeito senso crítico (...) se meteu, intelectualmente, no leito de Procustes de romancear, donde saíu sem pés nem cabeça» e o seu estilo é equiparado a um «corno».
Dirigiu, com João de Barros, a revista Arte & Vida (1904-1906). Publicou, entre outros livros, A Única Verdade (1904), Evanidade (1914), As Mãos da Vida (1918), Para Onde Vais, Maria? (1922) e Danças e Bailados (1924). 